# Jason Crump
Jason Phillip Crump (født 6. august 1975 i Bristol, England) er en australsk speedwaykører. Han er tredobbelt verdensmester i speedway og tidligere U/21-verdensmester.

## Overblik over Crumps karriere
Crump vandt sin første større juniortitel i 1990, da han blev australsk U/16-mester og han fortsatte med at stige på ranglisterne til han blev U/21-verdensmester i 1995. Samme år fik han debut ved et speedwaygrandprix, da han fik et wildcard til det britiske grandprix, her vandt han de første tre løb, men tabte i B-finalen og blev nr. 8 sammenlagt.
Sin første grandprixsejr fik han i 1996 – igen i det britiske grandprix. Dette gang som fast kører i grandprixserien. Han vandt Speedway World Team Cup i 1999. og den nye Speedway World Cup yderligere to gange med det australske landshold – nemlig i 2001 og 2002.
Crump fik sin første individuelle VM-titel i 2004, da han vandt to af de ni grandprixer i den sæson. Han dominerede 2006sæsonen, da han vandt fire ud af ni grandprixer, da han tog VM-titlen anden gang.
Han begyndte sin europæiske klubkarriere i Poole Pirates i 1991. Han var med til at vinde "the treble", da han med Peterborough Panthers vandt både Elite Leage, Elite League Knockout og Craven Shields.
Han kørte for Belle Vue Aces i fem sæsoner indtil slutningen af 206. I 2007 kørte han for Poole Pirates i den britiske Elite League. Derefter returnerede han til belle Vue i 2008, hvor han underskrev en toårig kontrakt. I oktober 2008 annoncerede han dog, at han ikke villekøre i Elite League i 2009, fordi han ville køre færre løb og koncentrere sig om grandprixserien. Han vendte dog tilbage til Belle Vue i august 2009, for at hjælpe den mod i kampen mod nedrykning. Men han endte med at styrte under et løb, da han fik skader på venstre arm og skulder